# Tranoroa
Tranoroa is een plaats en commune in het zuiden van Madagaskar, behorend tot het district Beloha, dat gelegen is in de regio Androy. Tijdens een volkstelling in 2001 telde de plaats 18.163 inwoners. De plaats is gelegen aan de rivier Menarandra en de Route nationale 10.
De plaats biedt enkel lager onderwijs en beperkt middelbaar onderwijs aan. Ook vindt er op industriële schaal mijnbouw plaats. 45% van de bevolking werkt als landbouwer en 45% houdt zich bezig met veeteelt. De meest belangrijke landbouwproducten zijn mais en pinda's; een ander belangrijk product is maniok. Verder is 8% actief in de dienstensector en heeft 2% een baan in de industrie.